# Hemicythere hazeli
Hemicythere hazeli är en kräftdjursart som beskrevs av Brouwers 1993. Hemicythere hazeli ingår i släktet Hemicythere och familjen Hemicytheridae. Inga underarter finns listade i Catalogue of Life.